# Biesiekierz (gmina)
Biesiekierz (do 1954 gmina Kraśnik Koszaliński) – gmina wiejska położona w woj. zachodniopomorskim, w zachodniej części powiatu koszalińskiego. Siedzibą gminy jest wieś Biesiekierz.
W XXI wieku następuje wyraźny wzrost ludności gminy – od 2002 do 2019 liczba mieszkańców wzrosła o 48,3%.
Miejsce w województwie (na 114 gmin):

powierzchnia 88., ludność 73.
Gmina Biesiekierz ma charakter rolniczy i podmiejski.

Logo gminy

W Biesiekierzu stoi największy w Europie i na świecie Pomnik Ziemniaka, wysokości około 9 metrów. Na jej terenie znajduje się część rezerwatu florystycznego Wierzchomińskie Bagna. Gmina ma wiele pomników przyrody, do których należą: aleja dębów szypułkowych i dąb szypułkowy na polanie w okolicach miejscowości Parsowo mający 700 cm w obwodzie i 23 metry wysokości.

## Położenie
Według danych z 1 stycznia 2014 r. powierzchnia gminy wynosi 116,60 km². Gmina stanowi 7,0% powierzchni powiatu.
Gmina Biesiekierz leży wzdłuż drogi krajowej nr 6, w dorzeczu rzek: Radwi i Czerwonej.
Sąsiednie gminy:
- Koszalin (miasto na prawach powiatu)
- Będzino i Świeszyno (powiat koszaliński)
- Białogard i Karlino (powiat białogardzki)

Do 31 grudnia 1998 r. wchodziła w skład województwa koszalińskiego.

## Demografia
Dane z 30 czerwca 2004:
| Opis                              | Ogółem | Ogółem | Kobiety | Kobiety | Mężczyźni | Mężczyźni |
| --------------------------------- | ------ | ------ | ------- | ------- | --------- | --------- |
| jednostka                         | osób   | %      | osób    | %       | osób      | %         |
| populacja                         | 5183   | 100    | 2606    | 50,3    | 2577      | 49,7      |
| gęstość zaludnienia (mieszk./km²) | 44,3   | 44,3   | 22,3    | 22,3    | 22,1      | 22,1      |

Gminę zamieszkuje 8,1% ludności powiatu.

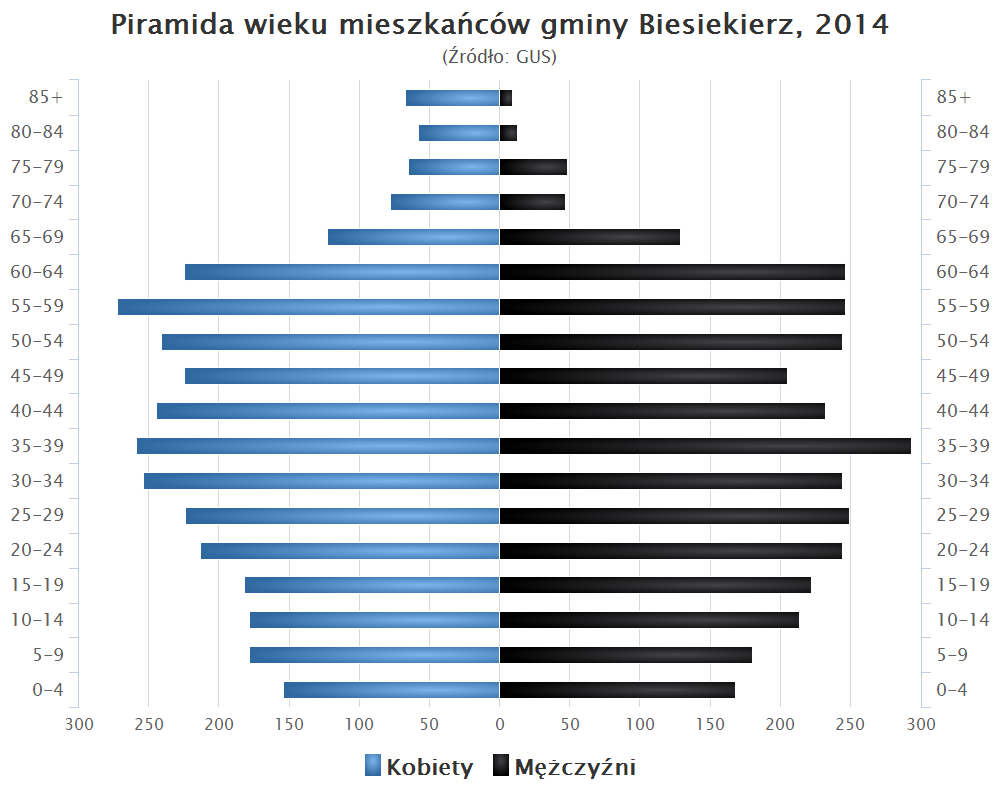
Piramida wieku mieszkańców gminy Biesiekierz w 2014 roku

## Przyroda i turystyka
Gmina leży na Równinie Białogardzkiej. W gminie znajduje się południowa część rezerwatu „Wierzchomińskie Bagno” oraz rezerwat ornitologiczny „Parnowo”. Przez gminę prowadzi niebieski szlak turystyczny oraz przepływa rzeka Radew. Tereny leśne zajmują 19% powierzchni gminy, a użytki rolne 70%.

## Gospodarka
Na terenie gminy ustanowiono podstrefę Laski Koszalińskie – Słupskiej Specjalnej Strefy Ekonomicznej, która obejmuje 1 kompleks o powierzchni 17,58 ha. Teren podstrefy zlokalizowany jest przy wschodniej części wsi Laski Koszalińskie. Przedsiębiorcy podejmujący działalność gospodarczą na terenie podstrefy mogą skorzystać z pomocy publicznej w formie zwolnienia z części podatku dochodowego CIT lub części dwuletnich kosztów pracy.

## Komunikacja
Przez gminę Biesiekierz prowadzi droga krajowa nr 6 łącząca Biesiekierz z Koszalinem (12 km) i z Karlinem (16 km) oraz droga wojewódzka nr 166 ze Świemina do Białogardu (9 km).
Przez gminę nie prowadziły tory kolejowe, natomiast były (i są) one w sąsiednich gminach.
W gminie czynny jest 1 urząd pocztowy: Biesiekierz (nr 76-039) (Filia Urzędu Pocztowego Koszalin 1) oraz Filia Powiatowego Urzędu Pracy w Koszalinie.

## Podział administracyjny
Gmina Biesiekierz utworzyła 11 jednostek pomocniczych, będących sołectwami.
SołectwaBiesiekierz, Gniazdowo, Kotłowo, Kraśnik Koszaliński, Laski Koszalińskie, Nowe Bielice, Parnowo, Parsowo, Stare Bielice, Świemino, Warnino.

## Miejscowości
Na terenie gminy Biesiekierz znajduje się 19 miejscowości.
WsieBiesiekierz, Cieszyn, Gniazdowo, Kotłowo, Kraśnik Koszaliński, Laski Koszalińskie, Nowe Bielice, Parnowo, Parsowo, Stare Bielice, Świemino, Tatów, Warnino.
OsadyNosowo, Parnówko, Rutkowo, Starki, Świeminko, Witolubie.

## Administracja
W 2016 r. wykonane wydatki budżetu gminy Biesiekierz wynosiły 26,7 mln zł, a dochody budżetu 30,5 mln zł. Zobowiązania samorządu (dług publiczny) według stanu na koniec 2016 r. wynosiły 7,2 mln zł, co stanowiło 23,6% poziomu dochodów.
| Nr okręgu | Miejscowości                          | Liczba radnych |
| --------- | ------------------------------------- | -------------- |
| 1         | Biesiekierz (część), Rutkowo          | 1              |
| 2         | Biesiekierz (część)                   | 1              |
| 3         | Gniazdowo, Cieszyn, Starki, Witolubie | 1              |
| 4         | Kotłowo                               | 1              |
| 5         | Laski Koszalińskie                    | 1              |
| 6         | Kraśnik Koszaliński, Nosowo           | 1              |
| 7         | Nowe Bielice (część)                  | 1              |
| 8         | Nowe Bielice (część)                  | 1              |
| 9         | Parnowo, Parnówko                     | 1              |
| 10        | Parsowo                               | 1              |
| 11        | Stare Bielice (część), Tatów          | 1              |
| 12        | Stare Bielice (część)                 | 1              |
| 13        | Stare Bielice (część)                 | 1              |
| 14        | Stare Bielice (część)                 | 1              |
| 15        | Świemino, Świeminko, Warnino          | 1              |